# Charles Oser

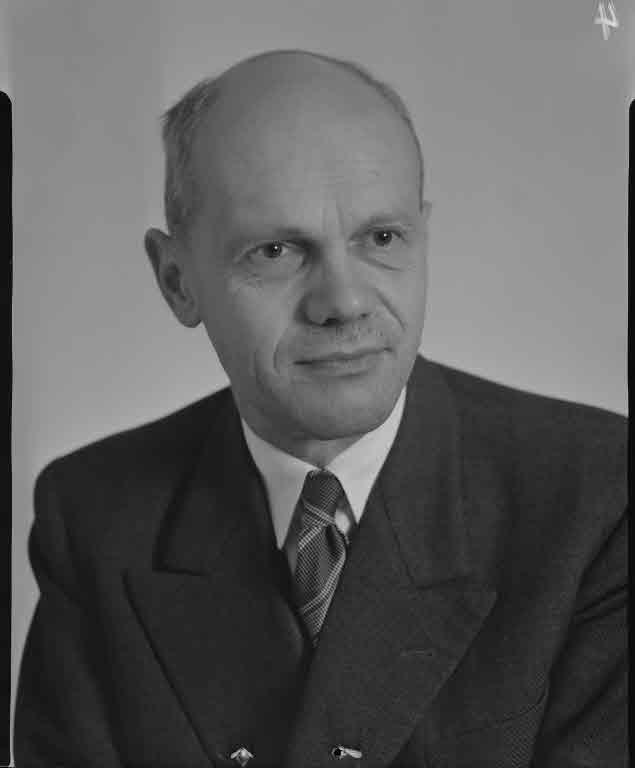
Charles Oser

Charles Oser (Sitten, 17 februari 1902 - Bern, 29 maart 1994) was een Zwitsers jurist en politicus.
Oser bezocht het gymnasium te Lausanne en studeerde daarna rechten in Lausanne en Bern. In 1927 promoveerde hij tot doctor in de rechten. Vanaf 1928 was hij als vertaler werkzaam op de Bondskanselarij.
Oser werd in 1944 voor de Vrijzinnig Democratische Partij (FDP) tot vicekanselier gekozen onder Oskar Leimgruber. Bij de verkiezingen van 1951 werd de Zwitserse Conservatieve Volkspartij (SKVP; thans Christendemocratische Volkspartij) de grootste partij. In hetzelfde jaar trad de SKVP'er Oskar Leimgruber als bondskanselier af. De SKVP wilde opnieuw dat iemand uit haar gelederen tot bondskanselier werd gekozen. Men kandideerde rechter Josef Plattner uit het kanton Thurgau. De FDP-actie in Nationale Raad was het hier niet mee eens en kandideerde Oser.
Oser werd in 1951 tot bondskanselier gekozen. Hij bleef bondskanselier tot 31 december 1967.
De verkiezing van Oser, die tegen de wil van SKVP was, zorgde er mede voor dat die partij in 1959 de verkiezing van twee leden van de Sociaaldemocratische Partij van Zwitserland in Bondsraad (regering) steunde, wat ten koste ging van de FDP, die van vier naar twee leden in de Bondsraad ging.
Charles Oser overleed op 92-jarige leeftijd.